# 康穆
康穆（?—?），南朝宋华山郡蓝田县人（今陕西省蓝田县）人。
康穆其先出自康居。汉朝置西域都护。康居遣侍子待诏河西，留居为百姓，其后以康为姓。西晋时陇右乱，康氏迁居蓝田。康穆之父康因为前秦苻坚太子詹事，生康穆，康穆为后秦姚苌河南尹。刘宋永初年间，康穆率领乡族三千余家，流亡至襄阳岘南。刘宋侨置华山郡蓝田县（今湖北省宜城县），寄居在襄阳，以康穆为秦、梁二州刺史。康穆没有就任，就去世了。康穆之子康元隆、康元抚，被流民所推，相继为华山郡太守。康元抚之子康绚。